# Lari
Lari é uma comuna italiana da região da Toscana, província de Pisa, com cerca de 8.084 habitantes. Estende-se por uma área de 45 km², tendo uma densidade populacional de 180 hab/km². Faz fronteira com Capannoli, Casciana Terme, Cascina, Crespina, Lorenzana, Ponsacco, Pontedera, Terricciola.

## Demografia
| Variação demográfica do município entre 1861 e 2011                               |
|                                                                                   |
| Fonte: Istituto Nazionale di Statistica (ISTAT) - Elaboração gráfica da Wikipedia |